# Waffenfarben der Luftwaffe (1935–1945)

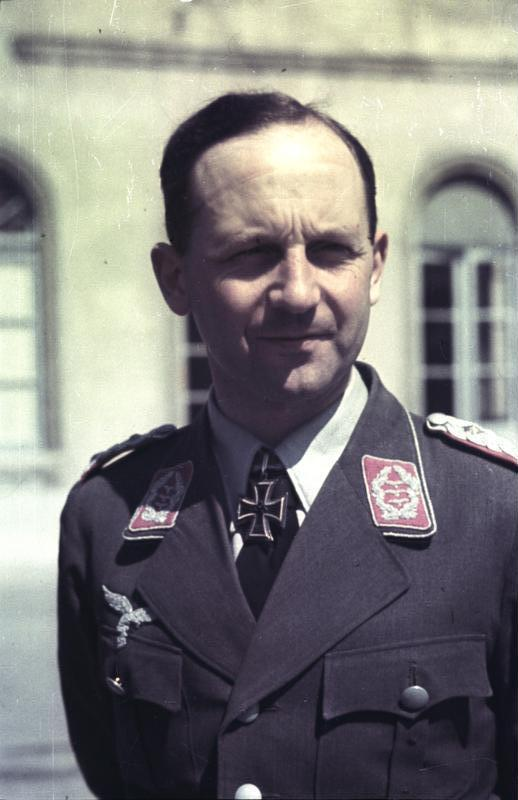
Oberst im Generalstab der Luftwaffe 1941/1942. Die Aufnahme zeigt den späteren Generalinspekteur der Bundeswehr Heinz Trettner

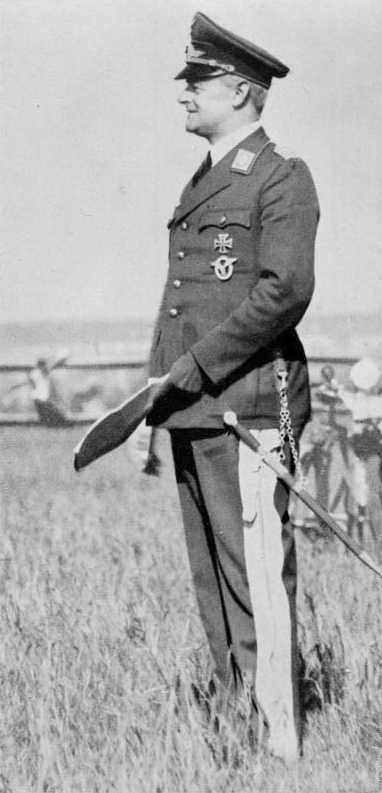
General der Luftwaffe Walther Wever mit Lampassen in Waffenfarbe „Weiß“ 1934.

Waffenfarben wurden traditionell auch in der deutschen Luftwaffe von 1935 bis 1945 als Unterscheidungskriterium verschiedener Waffengattungen, Truppengattungen, Korps, Dienste und Verwendungen genutzt. Die Waffenfarben waren Bestandteil der Kragenspiegel und Rangabzeichen an der Sonderbekleidung wie beispielsweise Flieger-Kombi und Springeranzügen. Die Einführung der Waffenfarben in der Luftwaffe setzte ab etwa 1921 ein. Bis Kriegsende im Jahre 1945 gab es hier geringfügige Unterschiede im Vergleich zum Heer und der Waffen-SS.

## Verwendete Waffenfarben bis 1945
| Waffengattung, Verwendung                                                 | Waffenfarbe | Waffenfarbe                          | Beispiel                           | Beispiel                           | Beispiel                           | Beispiel                                                                      |
| ------------------------------------------------------------------------- | ----------- | ------------------------------------ | ---------------------------------- | ---------------------------------- | ---------------------------------- | ----------------------------------------------------------------------------- |
| - Generale                                                                | Weiß        |                                      |                                    |                                    |                                    | Generaloberst                                                                 |
| - Generale                                                                | Weiß        | Lampassen (Uniformhose, Stiefelhose) |                                    |                                    |                                    |                                                                               |
| - Division Hermann Göring - Artillerietruppe und Flugabwehr               | Weiß        |                                      |                                    | Paspelierung Hochrot               |                                    | Unterwachtmeister                                                             |
| - Flak-Truppe - Luftwaffen-Artillerie                                     | Hochrot     |                                      |                                    |                                    |                                    | - Feldwebel - Wimpel Flak-Abteilung                                           |
| Generalstabsoffiziere                                                     | Karmesin    |                                      |                                    |                                    |                                    | Oberst im Generalstab                                                         |
| Generalstabsoffiziere                                                     | Goldgelb    |                                      | Lampassen Uniformhose, Stiefelhose | Lampassen Uniformhose, Stiefelhose | Lampassen Uniformhose, Stiefelhose | Lampassen Uniformhose, Stiefelhose                                            |
| Militärgerichtsbarkeit                                                    | Purpur      |                                      |                                    |                                    |                                    | Hauptmann                                                                     |
| Flieger-Ingenieurdienst                                                   | Rosa        |                                      |                                    |                                    |                                    | von Generalleutnant (Ing) bis Leutnant (Ing)                                  |
| - Fliegertruppe: Fliegendes- und Bodenpersonal - Fallschirmtruppe         | Goldgelb    |                                      |                                    |                                    |                                    | - Oberfeldwebel (Kragenspiegel, Ärmelabzeichen) - Fahnenjunker-Unterfeldwebel |
| - Radareinheiten - Flugsicherung                                          | Hellgrün    |                                      |                                    |                                    |                                    | Hauptgefreiter                                                                |
| Luftwaffen-Felddivision                                                   | Jägergrün   |                                      |                                    |                                    |                                    | Fahne Fallschirmjägerbataillon                                                |
| Luftwaffen-Beamte                                                         | Dunkelgrün  |                                      |                                    |                                    |                                    |                                                                               |
| - Transporteinheiten - Luftwaffen-Reserve                                 | Hellblau    |                                      |                                    |                                    |                                    |                                                                               |
| Sanitätstruppe                                                            | Dunkelblau  |                                      |                                    |                                    |                                    | Stabsgefreiter                                                                |
| Luftnachrichtentruppe                                                     | Braun       |                                      |                                    |                                    |                                    | - Major - Fahne Nachrichtenbataillon                                          |
| - Reichsluftfahrtministerium - Luftwaffen-Bautruppe - Luftwaffen-Pioniere | Schwarz     |                                      |                                    |                                    |                                    | Stabsfeldwebel                                                                |

## Besonderheit
Eine Besonderheit zu den verwendeten Waffenfarben bildeten die aus der Luftwaffe herausgelösten Waffengattungen und Spezialtruppen, die zu Erdkampfverbänden des Heeres abgestellt worden waren.
- Division „Hermann Göring“: Kragenspiegel und Schulterklappenvorstoß „Weiß“, Kragenspiegelvorstoß in den Waffenfarben:
  - Weiß (mit schwarzer Trennungslinie) bei Infanterie,
  - Rot bei Artillerie und Flugabwehr,
  - Goldbraun bei Nachrichtentruppe,
  - Schwarz bei Pionieren,
  - Rosa bei Panzertruppe, Panzerjägern und Panzeraufklärern.

- Luftwaffen-Felddivisionen: Kragenspiegel Grün, Kragenspiegelvorstoß und Schulterklappenvorstoß in den Waffenfarben:
  - Gelb bei Radfahrern und Aufklärern,
  - Rosa bei Panzerjägern,
  - Rot bei Artillerie und Flugabwehr,
  - Hellblau bei Nachschub- und Verwaltungstruppe,
  - Goldbraun bei Nachrichtentruppe